# Marele Erg Oriental

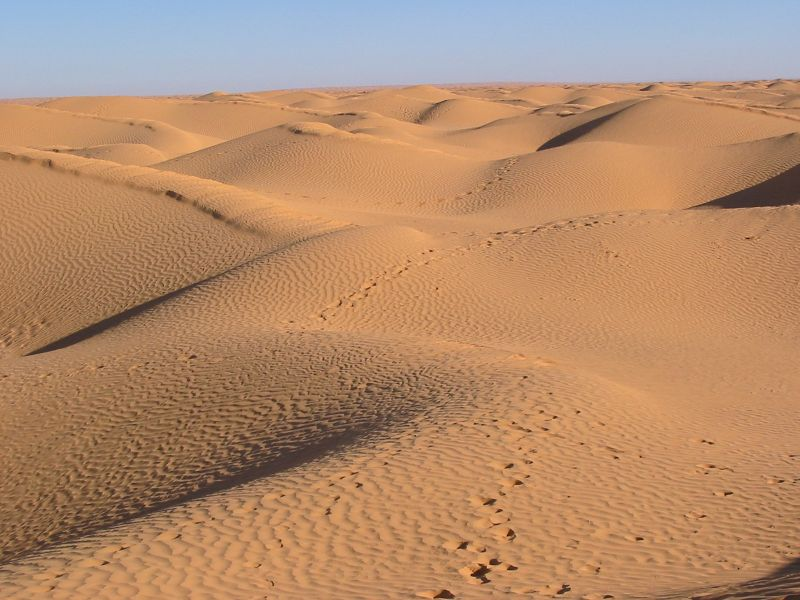
Dune în Marele Erg Oriental

Marele Erg Oriental (العرق الشرقي الكبير) este un deșert de nisip din Sahara, amplasat în cea mai mare parte în estul Algeriei.

## Geografie
Marele Erg Oriental este una dintre cele mai mari forme de relief de tip erg care se întinde în estul Algeriei, la sud de Atlasul Saharian și lacul sărat Chott el-Djerid (Marele Șot), ajungând până la marginea sudică a Tunisiei.
Teritoriul ergului, cu suprafața de aproximativ 190.000 km², poate fi divizat în două părți: una de nord, cu un număr mare de oaze, unde apa este accesibilă la adâncimi cuprinse între numai câțiva metri și zeci de metri, și una de sud, aproape complet nepopulată și lipsită de vegetație.